# Nazım Bakırcı
Nazım Bakırcı (Konya, 29 mei 1986) is een Turks voormalig wielrenner die tussen 2012 en 2018 reed voor Torku Şekerspor.

## Carrière
In 2013 won Bakırcı het nationale wegkampioenschap door zijn ploeggenoten Bekir Baki Akırşan en Miraç Kal te verslaan in een sprint met drie.

## Overwinningen
2011
2e etappe Ronde van Isparta
3e etappe Tour of Victory
Eindklassement Tour of Victory
2013
 Turks kampioen op de weg, Elite
2015
1e etappe Ronde van Ankara
Eindklassement Ronde van Ankara
2016
Eind- en bergklassement Ronde van Mersin
Puntenklassement Ronde van Ankara
2017
Bergklassement Ronde van Mersin
2018
1e etappe Ronde van Mesopotamië
Eindklassement Ronde van Mesopotamië

## Ploegen
- 2012 –  Konya Torku Şeker Spor (vanaf 25-5)
- 2013 –  Torku Şekerspor
- 2014 –  Torku Şekerspor
- 2015 –  Torku Şekerspor
- 2016 –  Torku Şekerspor
- 2017 –  Torku Şekerspor
- 2018 –  Torku Şekerspor

Akırşan · Atalay · Bakırcı · Bileka · Çelik · Dazkırlı · Gabrovski · Hretsjyn · Kal · Keleş · Metloesjenko · Örken · Özcan · Reis · Sayar · Usta
Akdilek · Akırşan · Atalay · Bakırcı · Çelik · Dazkırlı · de la Fuente · Hretsjyn · Kal · Metloesjenko · Mizoerov · Örken · Özcan · Reis · Sayar · Sert · Usta
Akdilek · Akırşan · Atalay · Bakırcı · Cobo · de la Fuente · Hretsjyn · Kal · Keleş · Köse · Metloesjenko · Örken · Reis · Şamlı
Akdilek · Akırşan · Akşoy · Atalay · Bakırcı · Hretsjyn · Kal · Keleş · Köse · Marczyński · Örken · Reis · Şamlı · Seeldraeyers
Akdilek · Akırşan · Akşoy · Atalay · Bakırcı · Keleş · Köse · Örken · Reis · Şamlı · Sayar
Akdilek · Atalay · Bakırcı · Balkan · Balykin · Chirico · Dilek · Keleş · Örken · Özgür · Reis · Şamlı · Sayar
Acar · Akdilek · Atalay · Bakırcı · O. Balkan · S. Balkan · Balykin · Dilek · Örencik · Özgür · Raileanu · Şamlı